# Cratocentrinae
Die Cratocentrinae bilden eine Unterfamilie der Erzwespenfamilie Chalcididae.

## Taxonomie
Das Taxon geht auf den französischen Entomologen Jean-Renaud Steffan (1921–2003) zurück, der 1951 die Tribus Cratocentrini innerhalb der Chalcidinae einführte. Wijesekara (1997) erhob die Gruppe aufgrund phylogenetischer Studien in den Status einer Unterfamilie. Heraty et al. (2013) bestätigten anhand morphologischer und molekularbiologischer Analysen, dass die Unterfamilie eine unabhängige Klade und eine Schwestergruppe aller anderen Unterfamilien und Tribus der Chalcididae darstellt. Die Cratocentrinae bilden eine Reliktgruppe aus etwa 27 Arten in 8 Gattungen.

## Merkmale
Die Cratocentrinae zeichnen sich durch das Vorhandensein einer postgenalen Brücke sowie einer tiefen postokkipitalen Grube aus.

## Verbreitung
Nur die Gattung Acanthochalcis ist in der Neuen Welt vertreten. Die anderen Gattungen sind alle ausschließlich in der Alten Welt verbreitet, hauptsächlich in den Tropen.

## Lebensweise
Die Erzwespen sind Parasitoide. Zu den Wirten gehören Käferlarven aus den Familien der Bockkäfer, Prachtkäfer und Rüsselkäfer.

## Innere Systematik
Die Cratocentrinae umfassen folgende Gattungen:
- Acanthochalcis Cameron, 1884 – 3 Arten; Madagaskar, Nearktis, Neotropis
- Acrocentrus Steffan, 1959 – 1 Art (A. erythrothorace); Madagaskar
- Cratocentrus Cameron, 1907 – 8 Arten; Afrotropis, Arabien, Madagaskar, Nordafrika, Orientalis, Spanien
- Marres Walker, 1841 – 2 Arten; Afrotropis, Westafrika
- Megachalcis Cameron, 1903 – 8 Arten; Orientalis
- Philocentrus Steffan, 1959 – 3 Arten; Afrotropis, Naher Osten, Westafrika
- Spatocentrus Steffan, 1959 – 1 Art (S. arnoldi); Simbabwe
- Vespomorpha Steffan, 1959 – 1 Art (V. auronitens); Simbabwe